# 山羊教堂

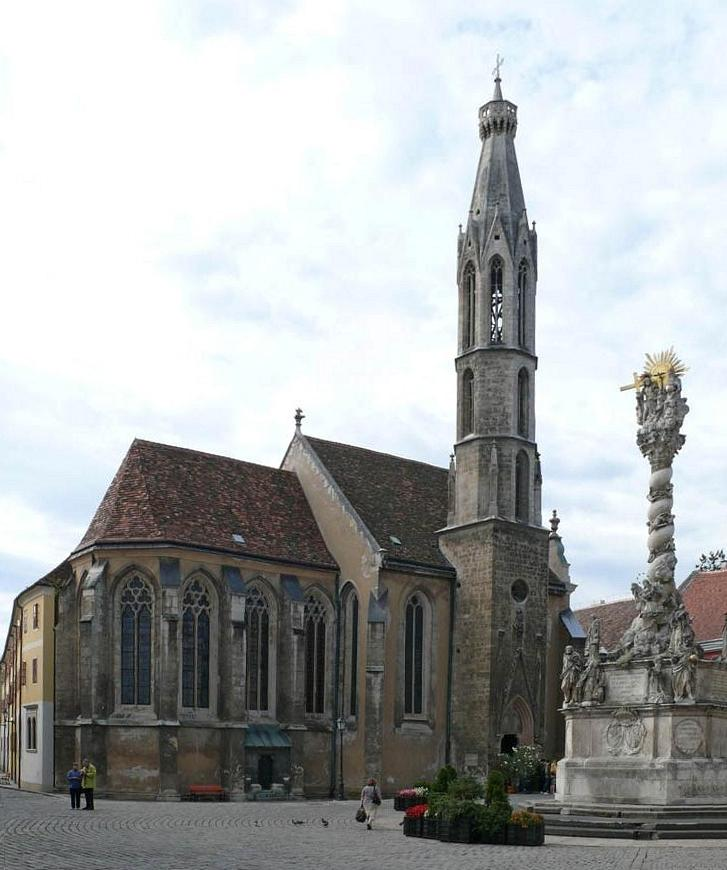
聖十字教堂

山羊教堂（匈牙利語：Kecske-templom）是位於匈牙利城市肖普朗的一座教堂。山羊教堂始建於1280年，是匈牙利早期哥特式建築的代表作。

## 外部連結
- Képgaléria a templomról （页面存档备份，存于）
- Sulinet: A soproni ferences kolostor[]